# Millettia oyemensis
Millettia oyemensis är en ärtväxtart som beskrevs av François Pellegrin. Millettia oyemensis ingår i släktet Millettia och familjen ärtväxter. Inga underarter finns listade i Catalogue of Life.